# منارة العنق

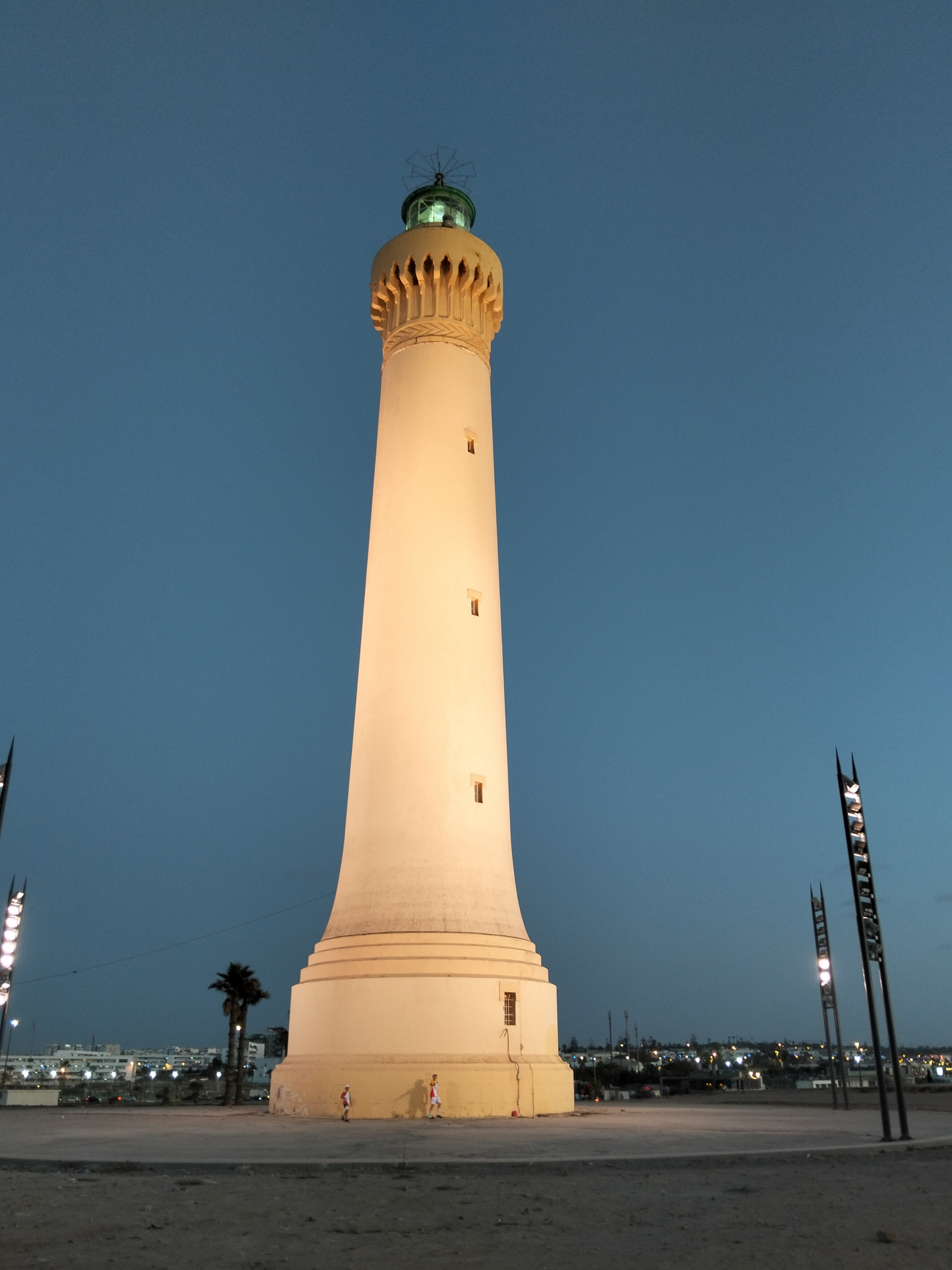
منارة العنق

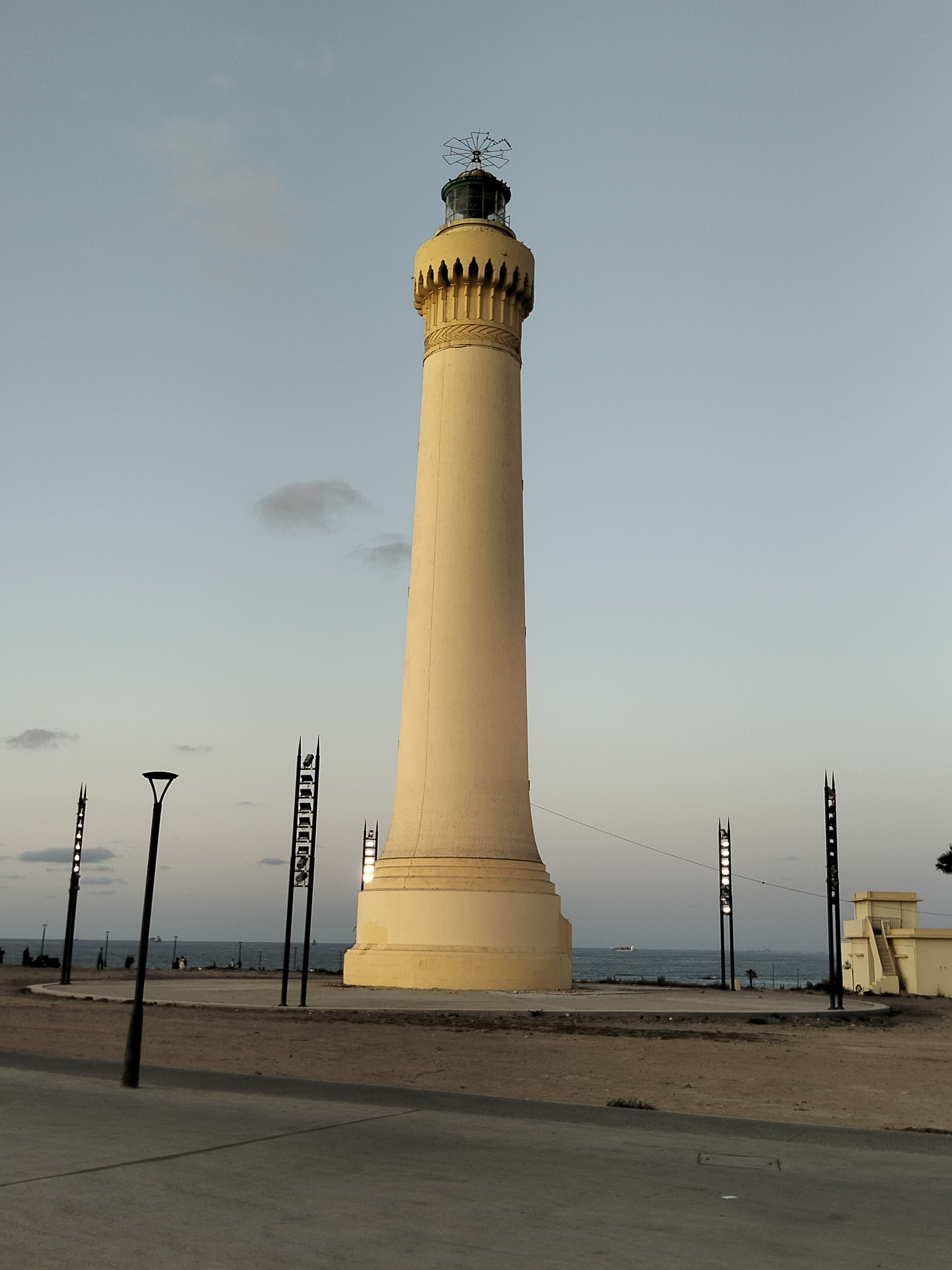
منارة العنق بعد التهيئة2024

منارة العنق (بالفرنسية: Phare d'El Hank) هي منارة بحرية على رأس العنق ، تقع في الساحل الغربي لمدينة الدار البيضاء المغربية، بين جامع الحسن الثاني وكورنيش عين الذئاب، ضمن حي العنق الذي يحمل اسمها. يبلغ ارتفاع المنارة حوالي 161 مترًا، وتُعد من أعلى النقاط السياحية في المدينة. يديرها القطاع الموانئي والبحري لوزارة التجهيز والنقل والسوقيات والماء.

## تاريخ
هذه المنارة، التي تحمل اسم الرأس البري حيث شيدت، هي أعلى منارة في المغرب. صممها المهندس المعماري ألبيغ لاپغاد وهي بنيت ابتداء من 1916. كانت تعمل بحلول 1920، وهي ساعدت في تطور مدينة الدار البيضاء، فتُسهّل الولوج إلى الميناء الذي كان يعتبر خطيرا قبل إضاءة المنارة.

## وصفها
يبلغ علو منارة العنق 51 m (وقاعدتها ترتفع 6,60 m)، وقطرها 39 m في القاعدة. هي مجهزة بعدسة فرينل من المرتبة الثانية، والجهاز يتكون من ست لوحات كل منها طولها 0.7 متر، وهو يدور فوق الزئبق، وبشدة تساوي 2.1 مليون شمعة، مدى إضاءة المنارة يصل إلى 30 أميال (تقريبا 55 كلم). تشع 3 شظايا متتالية كل 15 ثانية.الوصول إلى المنصة العليا يتطلب 256 خطوة.

## تجديد منارة العنق
سنة2024 تم تجديد منارة العنق ، في إطار مشروع لإعادة تأهيل المعالم التاريخية لمدينة الدار البيضاء وتحويلها إلى فضاءات ثقافية وسياحية. شملت الأشغال ترميم الهيكل الخارجي للمنارة وتعزيز الإضاءة وتحسين الفضاء المحيط، مع الحفاظ على الطابع المعماري الأصلي للمنارة الذي يعود لفترة الحماية الفرنسية. يُعد هذا المعلم رمزًا حضريًا يبرز تاريخ المدينة البحري وموروثها العمراني.
موقعها الاستراتيجي يجعلها نقطة جذب مهمة للزوار، سواء من المغرب أو من الخارج.
معرف : ARLHS: MOR006 - Admiralty: D2574 - NGA: 23132 .
- المنارة
- العنق

## أنظر
قائمة المنارات في المغرب

### وصلات خارجية
- (بالإنجليزية) المنارات المغرب : ساحل المحيط الأطلسي
- (بالإنجليزية) استكشف ضوء منارة العنق
- قائمة ARLHS - المغرب
- المنارات من المغرب - موقع على الانترنت قائمة من الأضواء
- وزارة التجهيز والنقل... (المغرب)
- ش هانك (وزارة التجهيز)
- المنارات المغرب (وزارة التجهيز)